# Skarstein
Skarstein – wieś w zachodniej Norwegii, w okręgu Sogn og Fjordane, w gminie Bremanger. Miejscowość leży na południowej stronie wyspy Bremangerlandet, nad fiordem Frøysjøen. W pobliżu Skarstein leżą miejscowości: Berle, Oldeide i Kalvåg. Od centrum administracyjnego gminy w Svelgen wieś dzieli odległość około 41 km. 
W odległości około 10 km od wsi znajduje się klif Hornelen - wysokość 860 m n.p.m. nazywany najwyższym klifem w północnej Europie.

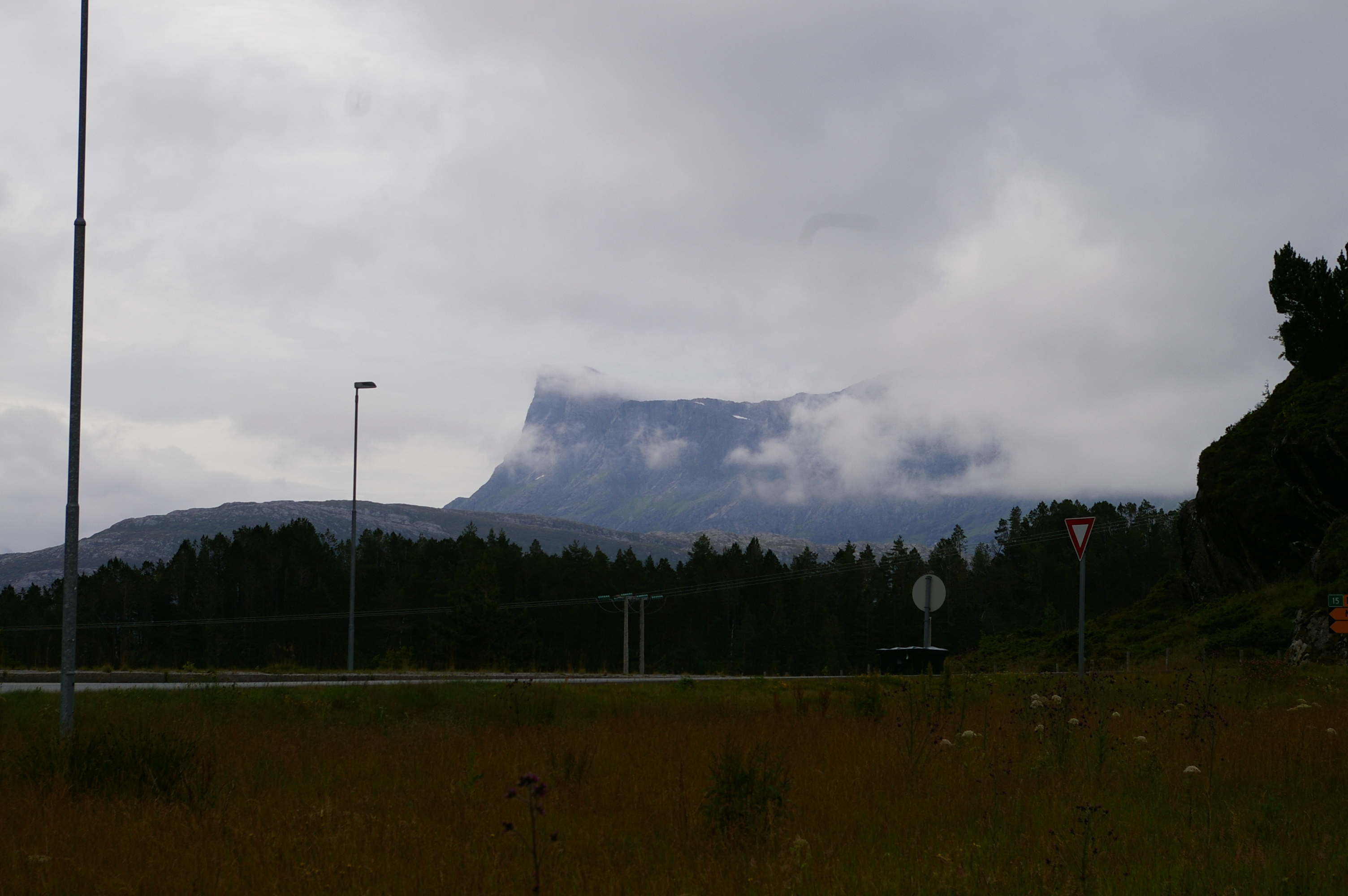
Hornelen